# Rock Against Racism
Rock Against Racism (RAR) var en brittisk rörelse som startades 1976 av Red Saunders och Roger Huddle som en kampanj mot våldet ifrån och det stigande stödet för nynazistiska organisationer och högerextrema partier som National Front. Enligt de flesta källor ledde ett invandrarfientligt uttalande av Eric Clapton 1976 till att RAR bildades som en kampanj på gräsrotsnivå i Storbritannien. RAR blommade ut som en allt större rörelse av artister och deras medvetna publik, och till slut bröts spiralen av ökande rasistiskt våld. Stödet för National Front försvann och partiet marginaliserades och blev obetydligt.,,

## Lågkonjunktur och massarbetslöshet i England
I mitten av 1970-talet, under den långa lågkonjuntur som alla väst-länder kämpade för att ta sig ur var Storbritannien särskilt drabbat. Det var uppenbart för labour-regeringen att den keynesiska ekonomiska modellen – att öka de offentliga utgifterna under en lågkonjunktur och minska arbetslösheten för att stärka hushållens köpkraft så att de handlar mer av företagen som därigenom kommer igång igen – inte längre fungerade som den hade gjort tidigare under efterkrigstiden.
Arbetslösheten, det statliga budgetunderskottet och inflationen blev allt högre. Högerextrema grupper och partier som National Front kunde lätt utnyttja utnyttja situationen genom att "förklara" för britterna att orsaken till budgetunderskottet och den stora arbetslösheten var att Storbritanniens släppt in miljontals invandrare från Västindien, Pakistan och andra forna engelska kolonier.
Oppositionsledaren Margaret Thatcher hade dessutom uttalat sin åsikt att England höll på att bli "swamped by people of a different culture".

## RAR – En motreaktion som växte till ett jätteprojekt
Den 5 augusti 1976, på scenen i Birmingham Odeon, framförde rockartisten Eric Clapton sin åsikt att Storbritannien borde skicka tillbaka alla invandrare eftersom England höll på att bli en "svart koloni".  Rockbandsfotografen Red Saunders såg det ironiska i att just Clapton, som byggt sin musik på svart musik, skulle göra ett sådant uttalande. Saunders och hans kompis Roger Huddle beslutade sig för att skriva ett öppet brev till Eric Clapton och publicera det i musiktidningarna New Musical Express (NME), Melody Maker, Sounds och Socialist Worker. De skrev att hälften av Claptons musik hade svart ursprung och att Clapton var rockmusikens störste kolonisatör. Saunders och Huddle uppmanade till en motrörelse, en rock against racism-kampanj. I sitt PS skrev de "Who shot the Sheriff, Eric? It sure as hell wasn't you!", och syftade då på att Clapton haft en jättehit med sin cover på låten I Shot The Sheriff, en låt som en färgad artist hade skrivit och spelat in 1973 – Bob Marley.
Två veckor senare hade Saunders och Huddle fått över 600 svar från personer som ville delta i kampanjen Rock Against Racism. I november 1976 arrangerade organisationen den första RAR-konserten som följdes av många fler. Punkband, reggaegrupper, regeringskritiker och artister på vänsterkanten utgjorde kärnan i RAR-rörelsen.
Within a fortnight there were more than 600 replies. Three months later, in November 1976, Rock Against Racism held its first ever gig, featuring Carol Grimes, in the Princess Alice pub in east London. 'We had friends who were dockers who had become anti-racist after the Powell speech,' Roger Huddle recalls, 'and they provided the security for the gig because the NF were really active in the area.'
I Leeds, som var ovanligt hårt drabbat av arbetslöshet, hakade klubbägaren Paul Furness på Saunders och Huddles initiativ och startade upp en RAR-klubb där band som stödde RAR-konceptet skulle få spela på fredagskvällarna de kommande 18 månaderna. På så vis fick även de nya punk-, reggae- och ska-banden en scen.
År 1977 hade RAR stöd av några av de största brittiska banden och artisterna: The Clash, Stiff Little Fingers, Sham 69, Tom Robinson Band, Billy Bragg, Don Letts samt reggaebanden Steel Pulse, Aswad och  Misty in Roots.  RAR gav dessutom nya artister, ibland inom en helt ny genre – som till exempel reggaedubpoeten Linton Kwesi Johnson (LKJ) – möjligheter att presentera sig för en ny och mer blandad publik.

## RAR-karnevalerna
Den 30 april 1978 anordnades i samarbete med Anti-Nazi League (ANL) den första RAR-karnevalen. Omkring 80 000 människor marscherade från Trafalgar Square till Victoria Park i Londons East End, som då var ett National Front-fäste. Marschen avslutades med en musikfestival där Buzzcocks, Steel Pulse, X-Ray Spex, The Ruts, Sham 69, Generation X, Tom Robinson Band och The Clash spelade. Målsättningen var att underminera National Fronts trovärdighet och blotta partiets rasistiska agenda. Samma dag anordnades även en karneval/march och utomhuskonserter i Manchester med band som Buzzcocks, Graham Parker and the Rumour, och Misty in Roots. Omkring 25 000 personer deltog i detta arrangemang. Under den följande veckans kommunal misslyckades National Front med att säkra platser i kommunfullmäktige och partiets popularitet sjönk märkbart i opinionsmätningar.
Bara nio dagar före RAR-konserterna (21 april 1978) hade 10-årige Kennith Singh huggits till döds mindre än 100 meter från sitt hem i östra London. Mördarna – som i likhet med många andra attacker mot människor av västindiskt och pakistanskt ursprung aldrig kunde hittas – hade huggit pojken åtta gånger i bakhuvudet. Tre veckor före karnevalerna hade den nynazistiska organisationen Column 88 attackerat högkvarteren för kommunistpartiet och fackföreningen Nupe med två brevbomber.,
I september 1978 arrangerades en andra protestkonsert i London, i Brixtons Brockwell Park, med Stiff Little Fingers, Aswad och Elvis Costello. Vid årsslutet 1978 hade RAR organiserat 300 lokala konserter och fyra karnevaler. Inför parlamentsvalet 1979 (som Thatcher skulle komma att vinna) organiserade RAR en Militant Entertainment Tour med totalt 40 band och 23 stora konserter.
När National Front hade besegrats avvecklades så småningom RAR. Många av RAR-artisterna var emellertid inblandade i de låtar som skrevs och framfördes för att få den sydafrikanska då fortfarande apartheidregimen att frige Nelson Mandela. Man överförde också mycket erfarenheter till människorna bakom Live Aid-galan.

## Kritik mot RAR
I efterhand har man även påpekat att RAR-rörelsen även kan ha haft en negativ inverkan på många bands utveckling. Ju mer RAR växte i popularitet, desto mer omöjligt blev det för nya grupper att hitta en nisch eller en stil som stred mot det som hade blivit politiskt och musikaliskt korrekt. De mest framgångsrika banden engelska ska-vågen runt 1979 – 1980 passade tidens krav. The Specials, The Selecter, Bad Manners och The Beat var alla blandade band och hade hittat ett sound som var lika mycket "vitt" som "svart" och en musik som hämtade det bästa från olika kulturer var per automatik bra. Deras låttexter vände sig emot etniskt gängvåld och annan rasism, de sjöng om arbetslösheten och uppmanade premiärministern Margaret Thatcher att avgå. Men alla dessa band upplöstes snabbt eftersom de inte kunde utvecklas.

## Övrigt
De tio låtar som enligt Red Saunders speglade Rock Against Racism-idealen bäst:
1. X-Ray Spex – Oh Bondage, Up Yours
2. Sex Pistols – God Save The Queen
3. The Clash – (White Man) in Hammersmith Palais
4. Linton Kwesi Johnson – Reggae Fi Peach
5. Tom Robinson Band – Glad To Be Gay
6. Steel Pulse – Handsworth Revolution
7. Junior Murvin – Police And Thieves
8. Misty In Roots – Own Them Control Them
9. Aswad – Live And Direct
10. The Specials – Ghost Town